# Liste der Bodendenkmäler in Poppenhausen (Unterfranken)
Auf dieser Seite sind die Bodendenkmäler in der unterfränkischen Gemeinde Poppenhausen zusammengestellt. Diese Tabelle ist eine Teilliste der Liste der Bodendenkmäler in Bayern. Grundlage ist die Bayerische Denkmalliste, die auf Basis des Bayerischen Denkmalschutzgesetzes vom 1. Oktober 1973 erstmals erstellt wurde und seither durch das Bayerische Landesamt für Denkmalpflege geführt wird. Die folgenden Angaben ersetzen nicht die rechtsverbindliche Auskunft der Denkmalschutzbehörde.

## Bodendenkmäler der Gemeinde Poppenhausen

### Gemarkung Ebenhausen
| Lage                  | Objekt                                                          | Akten-Nr.     | Bild |
| --------------------- | --------------------------------------------------------------- | ------------- | ---- |
| Ebenhausen (Standort) | Bestattungsplatz mit Grabhügel vorgeschichtlicher Zeitstellung. | D-6-5826-0028 |      |

### Gemarkung Hain
| Lage            | Objekt                                                                                    | Akten-Nr.     | Bild |
| --------------- | ----------------------------------------------------------------------------------------- | ------------- | ---- |
| Hain (Standort) | Siedlung vor- und frühgeschichtlicher Zeitstellung.                                       | D-6-5826-0052 |      |
| Hain (Standort) | Fundamente frühneuzeitlicher Vorgängerbauten der Katholischen St. Ägidius Kirche in Hain. | D-6-5826-0062 |      |

### Gemarkung Hambach
| Lage               | Objekt                                 | Akten-Nr.     | Bild |
| ------------------ | -------------------------------------- | ------------- | ---- |
| Hambach (Standort) | Körpergräber der römischen Kaiserzeit. | D-6-5927-0047 |      |

### Gemarkung Kronungen
| Lage                 | Objekt | Akten-Nr.     | Bild |
| -------------------- | --- | ------------- | ---- |
| Kronungen (Standort) | Körpergrab des Endneolithikums. | D-6-5926-0030 |      |
| Kronungen (Standort) | Siedlung der Linearbandkeramik. | D-6-5926-0031 |      |
| Kronungen (Standort) | Siedlung der Linearbandkeramik. | D-6-5926-0032 |      |
| Kronungen (Standort) | Bestattungsplatz mit Grabhügeln vorgeschichtlicher Zeitstellung. | D-6-5926-0033 |      |
| Kronungen (Standort) | Bestattungsplatz mit Grabhügeln der Hallstattzeit. | D-6-5926-0034 |      |
| Kronungen (Standort) | Siedlung vor- und frühgeschichtlicher Zeitstellung. | D-6-5926-0064 |      |
| Kronungen (Standort) | Siedlung vor- und frühgeschichtlicher Zeitstellung. | D-6-5926-0105 |      |
| Kronungen (Standort) | Siedlung vor- und frühgeschichtlicher Zeitstellung. | D-6-5926-0127 |      |
| Kronungen (Standort) | Fundamente mittelalterlicher und frühneuzeitlicher Vorgängerbauten der Katholischen Pfarrkirche St. Laurentius in Kronungen, untertägige Teile der ehemalige Kirchhofbefestigung sowie Körpergräber des Mittelalters und der Neuzeit. | D-6-5926-0149 |      |

### Gemarkung Kützberg
| Lage                             | Objekt | Akten-Nr.     | Bild |
| -------------------------------- | --- | ------------- | ---- |
| Kützberg Poppenhausen (Standort) | Mittelalterliche Wüstung Altenfelden. | D-6-5826-0047 |      |
| Kützberg (Standort)              | Siedlung der Linearbandkeramik, des Mittelneolithikums und des Endneolithikums. | D-6-5926-0036 |      |
| Kützberg (Standort)              | Bestattungsplatz mit Grabhügeln vorgeschichtlicher Zeitstellung. | D-6-5926-0037 |      |
| Kützberg (Standort)              | Bestattungsplatz mit Grabhügeln vorgeschichtlicher Zeitstellung. | D-6-5926-0038 |      |
| Kützberg (Standort)              | Frühmittelalterlicher Ringwall Schwedenschanze. | D-6-5926-0039 |      |
| Kützberg (Standort)              | Siedlung der Linearbandkeramik. | D-6-5926-0040 |      |
| Kützberg (Standort)              | Siedlung der Linearbandkeramik. | D-6-5926-0041 |      |
| Kützberg (Standort)              | Fundamente mittelalterlicher und frühneuzeitlicher Vorgängerbauten sowie der Kirchhofbefestigung der Katholischen Pfarrkirche St. Michael in Kützberg und Körpergräber des Mittelalters und der Neuzeit. | D-6-5926-0148 |      |
| Kützberg (Standort)              | Bestattungsplatz mit Grabhügel vorgeschichtlicher Zeitstellung. | D-6-5926-0190 |      |
| Kützberg (Standort)              | Siedlung der älteren Latènezeit. | D-6-5926-0200 |      |

### Gemarkung Maibach
| Lage               | Objekt | Akten-Nr.     | Bild |
| ------------------ | --- | ------------- | ---- |
| Maibach (Standort) | Siedlung der Linearbandkeramik. | D-6-5827-0014 |      |
| Maibach (Standort) | Siedlung der Hallstattzeit. | D-6-5926-0188 |      |
| Maibach (Standort) | Siedlung der Linearbandkeramik. | D-6-5927-0071 |      |
| Maibach (Standort) | Siedlung des Neolithikums. | D-6-5927-0217 |      |
| Maibach (Standort) | Untertägige Teile der frühneuzeitlichen Katholischen Pfarrkirche St. Kilian in Maibach, Fundamente mittelalterlicher Vorgängerbauten sowie Körpergräber des Mittelalters und der Neuzeit. | D-6-5927-0218 |      |
| Maibach (Standort) | Siedlung der Linearbandkeramik sowie der Späthallstatt- und Frühlatènezeit. | D-6-5927-0220 |      |

### Gemarkung Oberwerrn
| Lage                 | Objekt                                    | Akten-Nr.     | Bild |
| -------------------- | ----------------------------------------- | ------------- | ---- |
| Oberwerrn (Standort) | Siedlung vorgeschichtlicher Zeitstellung. | D-6-5926-0035 |      |

### Gemarkung Pfersdorf
| Lage                 | Objekt | Akten-Nr.     | Bild |
| -------------------- | --- | ------------- | ---- |
| Pfersdorf (Standort) | Untertägige Teile der mittelalterlichen bis frühneuzeitlichen Katholischen Pfarrkirche St. Johannes der Täufer in Pfersdorf, Fundamente mittelalterlicher Vorgängerbauten sowie Körpergräber des Mittelalters und der Neuzeit. | D-6-5826-0064 |      |
| Pfersdorf (Standort) | Siedlung vorgeschichtlicher Zeitstellung. | D-6-5826-0066 |      |
| Pfersdorf (Standort) | Bestattungsplatz mit Grabhügeln der Hallstattzeit. | D-6-5827-0015 |      |

### Gemarkung Poppenhausen
| Lage                    | Objekt | Akten-Nr.     | Bild |
| ----------------------- | --- | ------------- | ---- |
| Poppenhausen (Standort) | Freilandstation des Mittelpaläolithikums und Siedlung der Linearbandkeramik.                                             | D-6-5826-0057 |      |
| Poppenhausen (Standort) | Untertägige Teile der frühneuzeitlichen Katholischen Pfarrkirche St. Jakob in Poppenhausen.                              | D-6-5826-0058 |      |
| Poppenhausen (Standort) | Untertägige Teile der mittelalterlichen Kreuzkirche in Poppenhausen sowie Körpergräber des Mittelalters und der Neuzeit. | D-6-5826-0061 |      |